# Esciros
Esciros (en llatí Scyros o Scyrus, en grec antic Σκῦρος) és una illa de la mar Egea, una de les Espòrades Septentrionals, a l'est d'Eubea. Està formada per dues parts (nord i sud) dividides per un istme. La meitat sud és la més muntanyosa.
Antigament tenia una ciutat amb el mateix nom i un riu anomenat Cefís, segons Estrabó. La capital encara porta el nom de Skiros o Chora i és al nord-est (abans es deia Sant Jordi); el riu podria ser qualsevol dels rierols. La seva superfície és de 215 km² i la població de 3.000 habitants. L'altura màxima és el mont Kokhilas, a la part sud, amb 793 m. A la rodalia hi ha 32 illes i illots. El port de Linaria és al sud-oest. A la part nord hi ha el mont Olimp, de 399m. Els terrenys de l'illa no eren gaire fèrtils, però va ser famosa per la raça de cabres que hi habitaven i per les pedreres de marbre de colors variats, segons Estrabó i Plini el Vell.
L'illa es menciona molt sovint a l'antiguitat. Allà Tetis va amagar el seu fill Aquil·les entregant-lo al rei Licomedes que el va amagar al gineceu entre les seves filles, per salvar-lo del destí que l'esperava davant de les muralles de Troia. Allà Odisseu el va trobar i el va convèncer que participés a la Guerra de Troia, segons Homer. Segons una altra tradició, Aquil·les va conquerir Skiros i això es relaciona amb les llegendes àtiques sobre la mort de Teseu. Quan Teseu va ser expulsat d'Atenes una tempesta el va portar fins a l'illa, on va trobar Licomedes amb qui tenia relacions d'amistat. Licomedes el va acollir, però tement que no volgués prendre-li el tron el va tirar per un penya-segat. Per venjar aquesta mort, Peleu va enviar Aquil·les a conquerir l'illa.
Es diu que inicialment havia estat un lloc dels pelasgs. Tucídides diu que l'illa estava habitada pels dolops quan va ser conquerida per Cimó II després de les guerres Mèdiques (469 aC), ja que un oracle havia ordenat el 476 aC que es portessin els ossos de Teseu des de l'illa a Atenes. Efectivament els suposats ossos es van portar a Atenes i guardats al Theseium. Cimó va expulsar els dolops i hi va establir colons atenencs i des de llavors es va considerar com a part d'Atenes i fins i tot a la pau d'Antàlcides va ser reconeguda com a part inseparable d'Atenes junt amb Lemnos i Imbros, segons Xenofont.
Els macedonis se'n van apoderar l'any 240 aC però els romans van obligar Filip V de Macedònia a retornar l'illa a Atenes en el tractat de pau del 196 aC.
Va romandre en mans romanes i romanes d'Orient fins al 1205 quan va ser ocupada pels venecians i governada pels Ghisi i la Família Tiepolo fins que cap a l'any 1390 va ser ocupada pels otomans, però els romans d'Orient la van recuperar poc després i la van conservar fins al 1453. En aquest any es va posar sota protecció de Venècia. Els turcs la van ocupar el 1538. Va tornar a Grècia el 1830.